# Általános földtan
Az általános földtan a geológia egyik fő ágazata. Amint erre neve is utal, a földtani folyamatok, jelenségek általános vonásaival foglalkozik, ezért a földtan elméleti résztudományai közé soroljuk. A folyamatokat azok idő-, illetve térbeli sajátosságai nélkül vizsgálja, ezért a jelenségeket, illetve a képződményeket formális csoportokra bontja (például kémiai összetételük, fizikai paramétereik, települési jellegzetességeik, ülepedési sebességük stb. szerint).